# Championnat d'Union soviétique de football 1982
Navigation
Saison 1981 Saison 1983
La saison 1982 de Vyschaïa Liga est la 45e édition du Championnat d'URSS de football.
Lors de cette saison, le Dynamo Kiev tente de conserver son titre de champion face aux dix-sept autres meilleurs clubs soviétiques lors d'une série de matchs aller-retour se déroulant sur toute l'année, pour un total de trente-quatre matchs par équipe. Trois places sont qualificatives pour les compétitions européennes, la quatrième place étant celle du vainqueur de la Coupe d'URSS 1983.
Le vainqueur de la compétition est le Dinamo Minsk, qui remporte à cette occasion son unique titre de champion d'Union soviétique, ainsi que le seul de la RSS de Biélorussie dont il est l'unique représentant.

## Qualifications en Coupe d'Europe
À l'issue de la saison, le premier au classement devient champion d'Union soviétique et se qualifie pour la Coupe des clubs champions 1983-1984. Le deuxième et le troisième au classement prennent quant à eux part à la Coupe UEFA 1983-1984. Le vainqueur de la Coupe d'URSS 1983 participe quant à lui à la Coupe des coupes 1983-1984. Si celui-ci remporte le championnat cependant, sa place est prise par le finaliste. Autrement, s'il termine dans les places de qualification à la Coupe UEFA, la Coupe des coupes prend le pas et la quatrième position devient qualificative.

## Clubs participants

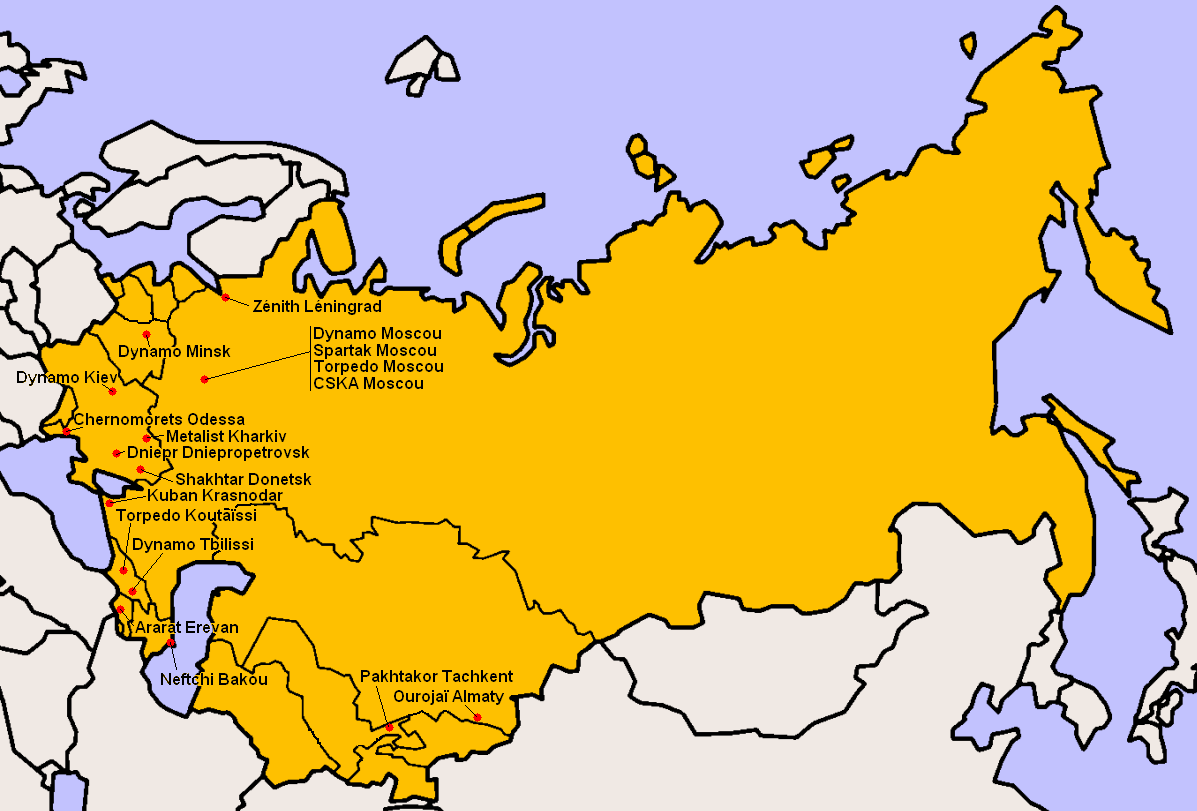
Localisation des clubs engagés dans le championnat.

Légende des couleurs
- Premier tour de la Coupe des clubs champions 1982-1983
- Premier tour de la Coupe des coupes 1982-1983
- Premier tour de la Coupe UEFA 1982-1983
- Promu de deuxième division

| Club                   | Présent depuis | Classement 1981 | Entraîneur            | Stade                 | Capacité |
| ---------------------- | -------------- | --------------- | --------------------- | --------------------- | -------- |
| Dynamo Kiev            | 1936           | 1er             | Valeri Lobanovski     | Stade républicain     | 83 450   |
| Spartak Moscou         | 1978           | 2e              | Konstantin Beskov     | Stade central Lénine  | 84 745   |
| Dinamo Tbilissi        | 1936           | 3e              | Nodar Akhalkatsi      | Stade Lénine-Dinamo   | 55 000   |
| Dinamo Moscou          | 1936           | 4e              | Viatcheslav Soloviov  | Stade Dinamo          | 36 540   |
| Torpedo Moscou         | 1938           | 5e              | Valentin Ivanov       | Stade Torpedo         | 16 000   |
| CSKA Moscou            | 1954           | 6e              | Albert Chesternev     | Stade central Lénine  | 84 745   |
| Chakhtior Donetsk      | 1973           | 7e              | Viktor Nosov (en)     | Stade Chakhtior       | 31 800   |
| Dniepr Dniepropetrovsk | 1981           | 8e              | Volodymyr Iemets (uk) | Stade Meteor          | 26 400   |
| Dinamo Minsk           | 1979           | 9e              | Eduard Malofeev       | Stade Dinamo          | 41 100   |
| Neftchi Bakou          | 1977           | 10e             | Ahmad Alaskarov (en)  | Stade Vladimir Lénine | 30 000   |
| Tchernomorets Odessa   | 1974           | 11e             | Viktor Prokopenko     | Stade central         | 30 800   |
| Kaïrat Almaty          | 1977           | 12e             | Iosif Betsa           | Stade central         | 26 300   |
| Kouban Krasnodar       | 1980           | 13e             | Iouri Siomine         | Stade Kouban          | 32 000   |
| Ararat Erevan          | 1966           | 14e             | Arkadi Andreasyan     | Stade Hrazdan         | 69 000   |
| Zénith Léningrad       | 1938           | 15e             | Iouri Morozov         | Stade Kirov           | 72 000   |
| Pakhtakor Tachkent     | 1978           | 18e             | Ishtvan Sekech (en)   | Stade Pakhtakor       | 60 000   |
| Metallist Kharkov      | 1982           | 1er (D2)        | Yevhen Lemeshko (en)  | Stade Metallist       | 28 000   |
| Torpedo Koutaïssi      | 1982           | 2e (D2)         | Givi Nodia            | Stade central         | 19 400   |

### Changements d'entraîneurs
| Club             | Entraîneur partant      | Date de départ | Entraîneur arrivant | Date d'arrivée |
| ---------------- | ----------------------- | -------------- | ------------------- | -------------- |
| CSKA Moscou      | Oleh Bazylevych (en)    | septembre 1982 | Albert Chesternev   | septembre 1982 |
| Kouban Krasnodar | Vladimir Beloussov (ru) | septembre 1982 | Iouri Siomine       | octobre 1982   |

## Compétition

### Classement
En application de la loi des dix matchs nuls, le Dniepr Dniepropetrovsk et le Torpedo Moscou se voient retirer deux points pour avoir obtenu douze nuls dans la saison, tandis que le Pakhtakor Tachkent, le Tchernomorets Odessa et le Metalist Kharkiv perdent un point chacun en raison de leurs onze matchs nuls. 
| Rang | Équipe                 | Pts  | J  | G  | N  | P  | Bp | Bc | Diff |
| ---- | ---------------------- | ---- | -- | -- | -- | -- | -- | -- | ---- |
| 1    | Dinamo Minsk           | 47   | 34 | 19 | 9  | 6  | 63 | 35 | +28  |
| 2    | Dynamo Kiev T          | 46   | 34 | 18 | 10 | 6  | 58 | 25 | +33  |
| 3    | Spartak Moscou         | 41   | 34 | 16 | 9  | 9  | 59 | 35 | +24  |
| 4    | Dinamo Tbilissi        | 41   | 34 | 16 | 9  | 9  | 51 | 47 | +4   |
| 5    | Ararat Erevan          | 38   | 34 | 14 | 10 | 10 | 50 | 47 | +3   |
| 6    | Pakhtakor Tachkent     | 36-1 | 34 | 13 | 11 | 10 | 42 | 38 | +4   |
| 7    | Zénith Léningrad       | 33   | 34 | 12 | 9  | 13 | 44 | 41 | +3   |
| 8    | Torpedo Moscou         | 32-2 | 34 | 11 | 12 | 11 | 36 | 33 | +3   |
| 9    | Dniepr Dniepropetrovsk | 32-2 | 34 | 11 | 12 | 11 | 34 | 38 | -4   |
| 10   | Tchernomorets Odessa   | 32-1 | 34 | 11 | 11 | 12 | 30 | 36 | -6   |
| 11   | Dynamo Moscou          | 31   | 34 | 13 | 5  | 16 | 42 | 52 | -10  |
| 12   | Metallist Kharkov P    | 30-1 | 34 | 10 | 11 | 13 | 32 | 34 | -2   |
| 13   | Torpedo Koutaïssi P    | 30   | 34 | 10 | 10 | 14 | 39 | 45 | -6   |
| 14   | Chakhtior Donetsk C    | 29   | 34 | 10 | 9  | 15 | 42 | 57 | -15  |
| 15   | CSKA Moscou            | 29   | 34 | 10 | 9  | 15 | 41 | 46 | -5   |
| 16   | Neftchi Bakou          | 27   | 34 | 10 | 7  | 17 | 42 | 63 | -21  |
| 17   | Kouban Krasnodar       | 27   | 34 | 9  | 9  | 16 | 37 | 48 | -11  |
| 18   | Kaïrat Almaty          | 24   | 34 | 7  | 10 | 17 | 34 | 56 | -22  |

Qualifications européennes
- Premier tour de la Coupe des clubs champions 1983-1984
- Premier tour de la Coupe des coupes 1983-1984
- Premier tour de la Coupe UEFA 1983-1984

Relégation
- Relégation en deuxième division

Abréviations
- T : Tenant du titre
- C : Vainqueur de la Coupe d'URSS 1983
- P : Promu de deuxième division
- -1 : Retrait de points

### Résultats
| Résultats (▼dom., ►ext.)                                   | DMI | DKI | SPA | DTI | ARA | PAK | ZEN | TMO | DNI | TCH | DMO | MET | TKO | CHA | CSKA | NEF | KOU | KAI |
| Dinamo Minsk                                               |     | 1-1 | 1-0 | 2-0 | 1-1 | 0-0 | 0-0 | 0-1 | 2-0 | 2-1 | 1-0 | 2-0 | 3-2 | 3-0 | 1-1  | 3-1 | 0-0 | 3-2 |
| Dynamo Kiev                                                | 2-3 |     | 1-2 | 3-1 | 4-0 | 1-0 | 1-1 | 0-0 | 1-1 | 0-0 | 2-1 | 2-1 | 2-0 | 5-0 | 3-0  | 4-0 | 3-0 | 3-0 |
| Spartak Moscou                                             | 3-4 | 1-2 |     | 4-1 | 1-2 | 0-0 | 1-1 | 2-0 | 0-0 | 1-1 | 0-1 | 0-0 | 2-0 | 3-2 | 2-1  | 5-0 | 3-1 | 3-0 |
| Dinamo Tbilissi                                            | 4-1 | 1-5 | 3-1 |     | 1-1 | 2-1 | 2-1 | 2-0 | 3-1 | 1-0 | 1-0 | 1-0 | 2-1 | 2-2 | 1-1  | 5-3 | 3-1 | 1-0 |
| Ararat Erevan                                              | 1-1 | 2-3 | 1-1 | 1-1 |     | 1-1 | 2-0 | 4-1 | 1-3 | 6-1 | 2-2 | 0-0 | 3-1 | 2-1 | 3-2  | 3-0 | 2-1 | 3-2 |
| Pakhtakor Tachkent                                         | 0-3 | 0-2 | 2-0 | 2-0 | 0-0 |     | 5-0 | 1-1 | 3-1 | 2-0 | 3-0 | 2-1 | 0-0 | 2-1 | 2-1  | 3-2 | 2-1 | 0-0 |
| Zénith Léningrad                                           | 0-2 | 2-0 | 0-0 | 3-1 | 5-0 | 0-1 |     | 4-2 | 2-1 | 0-0 | 2-0 | 1-0 | 1-0 | 3-0 | 1-2  | 1-1 | 1-2 | 5-0 |
| Torpedo Moscou                                             | 1-2 | 0-1 | 1-2 | 0-0 | 1-0 | 0-0 | 2-0 |     | 2-1 | 2-0 | 1-2 | 2-0 | 0-0 | 5-1 | 1-1  | 0-0 | 3-1 | 1-1 |
| Dniepr Dniepropetrovsk                                     | 1-3 | 0-0 | 0-0 | 0-0 | 1-1 | 0-0 | 3-1 | 0-0 |     | 1-0 | 3-2 | 0-0 | 1-1 | 2-0 | 1-0  | 2-0 | 1-0 | 3-2 |
| Tchernomorets Odessa                                       | 1-0 | 1-0 | 1-0 | 0-1 | 0-1 | 3-1 | 0-0 | 1-0 | 1-1 |     | 3-2 | 1-2 | 0-1 | 2-0 | 0-2  | 3-2 | 1-0 | 1-1 |
| Dynamo Moscou                                              | 0-7 | 2-1 | 0-2 | 2-1 | 2-0 | 3-1 | 2-0 | 1-1 | 3-0 | 0-1 |     | 1-1 | 2-1 | 0-3 | 0-1  | 2-0 | 1-1 | 2-0 |
| Metallist Kharkov                                          | 2-1 | 0-0 | 1-3 | 3-0 | 1-0 | 2-0 | 0-0 | 1-2 | 1-0 | 0-0 | 2-1 |     | 3-3 | 2-0 | 2-2  | 2-1 | 1-0 | 0-1 |
| Torpedo Koutaïssi                                          | 0-0 | 1-1 | 2-4 | 1-0 | 2-0 | 3-1 | 2-0 | 2-1 | 2-3 | 1-1 | 2-1 | 2-2 |     | 2-0 | 0-2  | 1-0 | 1-1 | 2-0 |
| Chakhtior Donetsk                                          | 2-1 | 0-0 | 2-2 | 3-3 | 3-1 | 3-1 | 4-3 | 0-1 | 2-1 | 0-0 | 1-1 | 2-1 | 1-1 |     | 2-0  | 0-0 | 1-0 | 3-2 |
| CSKA Moscou                                                | 2-3 | 1-1 | 0-2 | 2-3 | 2-3 | 0-1 | 1-1 | 2-1 | 1-1 | 1-2 | 1-2 | 1-0 | 3-0 | 1-0 |      | 2-0 | 2-2 | 1-0 |
| Neftchi Bakou                                              | 3-2 | 2-1 | 4-3 | 0-0 | 0-1 | 4-2 | 1-0 | 0-2 | 3-0 | 1-1 | 2-1 | 1-0 | 3-2 | 2-2 | 2-2  |     | 2-3 | 1-0 |
| Kouban Krasnodar                                           | 1-3 | 0-1 | 0-2 | 0-2 | 1-0 | 2-2 | 1-2 | 0-0 | 0-1 | 3-3 | 4-1 | 1-0 | 1-0 | 1-0 | 2-0  | 3-1 |     | 1-1 |
| Kaïrat Almaty                                              | 2-2 | 1-2 | 0-4 | 2-2 | 1-2 | 1-1 | 2-3 | 1-1 | 1-0 | 1-0 | 1-2 | 1-1 | 1-0 | 2-1 | 1-0  | 2-0 | 2-2 |     |
| - Victoire à domicile - Match nul - Victoire à l'extérieur |     |     |     |     |     |     |     |     |     |     |     |     |     |     |      |     |     |     |

## Distinctions individuelles

### Meilleurs buteurs
| Rang | Joueur                | Club               | Buts |
| ---- | --------------------- | ------------------ | ---- |
| 1    | Andreï Yakubik        | Pakhtakor Tachkent | 23   |
| 2    | Merab Megreladze (en) | Torpedo Koutaïssi  | 18   |
| 3    | Ramaz Shengelia       | Dinamo Tbilissi    | 16   |
| 3    | Aleksandr Tarkhanov   | CSKA Moscou        | 16   |
| 5    | Igor Gourinovitch     | Dinamo Minsk       | 13   |
| 6    | Boris Tchoukhlov (en) | Zénith Léningrad   | 12   |
| 6    | Valeri Gazzaev        | Dynamo Moscou      | 12   |
| 6    | Khoren Oganessian     | Ararat Erevan      | 12   |
| 6    | Andreï Redkous (en)   | Torpedo Moscou     | 12   |
| 6    | Mykhaylo Sokolovsky   | Chakhtior Donetsk  | 12   |

### Liste des 33 meilleurs joueurs
À l'issue de la saison, la liste des 33 meilleurs joueurs du championnat est établie par le syndicat des entraîneurs puis approuvée par les instances dirigeantes du football soviétique.
Gardiens de but
1. Rinat Dasaev (Spartak Moscou)
2. Viatcheslav Chanov (Torpedo Moscou)
3. Viktor Chanov (Chakhtior Donetsk)

Défenseurs
- Poste 1

1. Sergueï Borovski (Dinamo Minsk)
2. Vladimir Lozinski (en) (Dynamo Kiev)
3. Nodar Khizanishvili (en) (Dinamo Tbilissi)

- Poste 2

1. Aleksandr Tchivadze (Dinamo Tbilissi)
2. Mikhaïl Olefirenko (en) (Dynamo Kiev)
3. Viktor Ianouchevski (en) (Dinamo Minsk)

- Poste 3

1. Sergueï Baltacha (Dynamo Kiev)
2. Oleg Romantsev (Spartak Moscou)
3. Sergueï Aleïnikov (Dinamo Minsk)

- Poste 4

1. Anatoli Demyanenko (Dynamo Kiev)
2. Iouri Kournenine (Dinamo Minsk)
3. Anatoli Davydov (Anatoli Davydov)

Milieux de terrain
- Poste 1

1. Leonid Buryak (Dynamo Kiev)
2. Fiodor Tcherenkov (Spartak Moscou)
3. Mikhaïl Sokolovski (Chakhtior Donetsk)

- Poste 2

1. Vladimir Bessonov (Dynamo Kiev)
2. Iouri Poudychev (Dinamo Minsk)
3. Sergueï Chavlo (Spartak Moscou)

- Poste 3

1. Aleksandr Prokopenko (Dinamo Minsk)
2. Andreï Bal (Dynamo Kiev)
3. Vitali Daraselia (Dinamo Tbilissi)

Attaquants
- Poste 1

1. Igor Gourinovitch (Dinamo Minsk)
2. Vadim Ievtouchenko (Dynamo Kiev)
3. Grigori Tsaava (ru) (Dinamo Tbilissi)

- Poste 2

1. Khoren Oganessian (Ararat Erevan)
2. Andreï Yakubik (Pakhtakor Tachkent)
3. Aleksandr Tarkhanov (CSKA Moscou)

- Poste 3

1. Oleg Blokhine (Dynamo Kiev)
2. Sergueï Rodionov (Spartak Moscou)
3. Piotr Vassilevski (en) (Dinamo Minsk)

## Bilan de la saison
| Championnat d'Union soviétique de football 1982 |                          |
| Champion                                        | Dinamo Minsk (1er titre) |
| Coupes et trophées                              |                          |
| Vainqueur de la Coupe d'Union soviétique 1982   | Dynamo Kiev              |
| Qualifications continentales                    |                          |
| Coupe des clubs champions 1983-1984             | Dinamo Minsk             |
| Coupe des coupes 1983-1984                      | Chakhtior Donetsk        |
| Coupe UEFA 1983-1984                            | Dynamo Kiev              |
| Coupe UEFA 1983-1984                            | Spartak Moscou           |
| Promotions et relégations                       |                          |
| Promus en première division                     | Nistru Kichinev          |
| Promus en première division                     | Žalgiris Vilnius         |
| Relégués en deuxième division                   | Kaïrat Almaty            |
| Relégués en deuxième division                   | Kouban Krasnodar         |